# Diabrotica fenestralis
Diabrotica fenestralis là một loài bọ cánh cứng trong họ Chrysomelidae. Loài này được Jacoby miêu tả khoa học năm 1879.